# Citadelle de Bonifacio
La citadelle de Bonifacio est un ouvrage militaire bâti progressivement à partir du XIIe siècle pour permettre la protection de Bonifacio qui est une place importante de la république de Gênes pour la sécurité de son commerce entre Gênes, la Ligurie, et la Sardaigne et pour permettre le contrôle des bouches de Bonifacio.
On parle de la « citadelle » de Bonifacio. Les historiens font la distinction entre « citadelle » et « presidium », ou « préside » en français. Un préside est un ensemble fortifié habité par une population chargée de défendre la cité et d'y assurer des activités. Une citadelle a une fonction uniquement militaire. Bonifacio est le premier préside réalisé par les Génois en Corse, à la fin du XIIe siècle.
Bonifacio est bâtie sur un plateau calcaire à couches horizontales présentant une haute falaise côté mer d'environ 60 mètres de hauteur.

## Historique

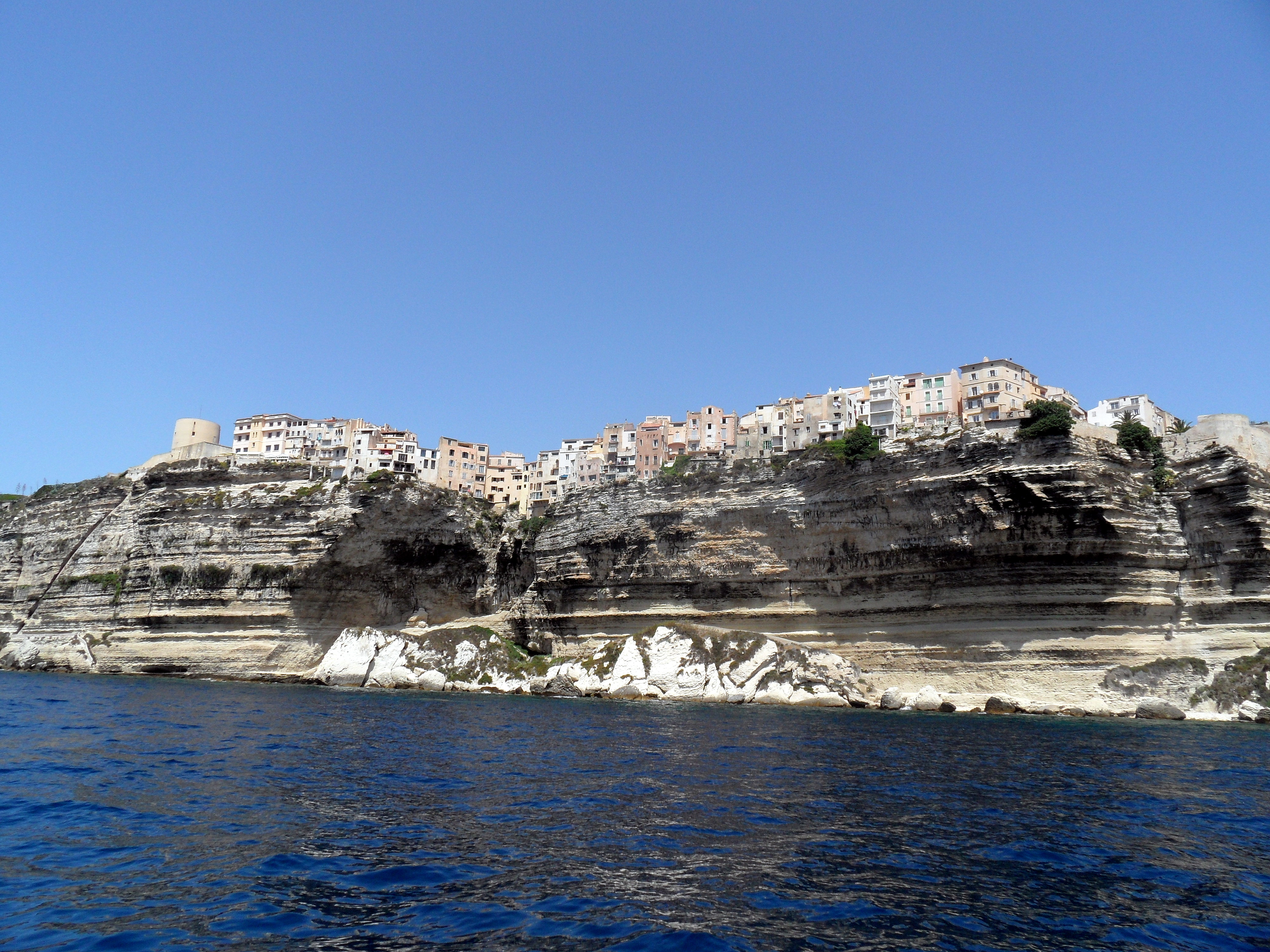
Le site du plateau de Bonifacio vu de la mer.

L'île de Corse a été donnée au souverain pontife par Charlemagne en 774, après qu'il fut devenu roi des Lombards ; ce qui lui permit de confirmer la donation faite par son père, Pépin le Bref, en 754, en s'appuyant sur la donation de Constantin.
À partir de 704, l'île a été soumise aux incursions des Sarrasins. Le comte de Lucques Bonifacio (mort après 838) participant à une expédition contre les Sarrasins installés en Corse à la demande de Lothaire Ier, roi d'Italie, est attiré par le site de Bonifacio et fait construire au nom du pape, en 830, un castrum à l'extrémité du plateau auquel il a donné son nom. Progressivement, des marchands utilisant le port de l'anse de la Cartola se sont installés à proximité.
En 1077, le pape Grégoire VII, cherchant à réactiver les droits de l'Église sur la Corse, y a envoyé l'évêque de Pise, Landolfo (1077-1079), qui a convoqué une assemblée générale qui a accepté de faire sa soumission au Saint-Siège. Grégoire VII a récompensé Landolfo en lui donnant l'investiture de l'île et la moitié de ses revenus. En 1091, le pape Urbain II a donné à l'évêque de Pise la totalité des revenus de l'île contre une redevance annuelle. L'évêque Daimbert, voulant ajouter à la souveraineté temporelle la souveraineté spirituelle sur l'île, a obtenu du pape que Pise soit un archevêché et que les évêques de Corse soient ses suffragants, en 1098. Après une victoire des Pisans et des Corses sur les Sarrasins établis dans l'île de Minorque, en 1114, le pape Gélase II a accordé à l'archevêque de Pise l'investiture des évêques en Corse. L'administration pisane a réorganisé l'Église en Corse et restauré les cinq évêchés corses.
Le contrôle de la Corse a été un enjeu entre la république de Pise, la république de Gênes et le royaume d'Aragon. Les premiers établissements de Pise et de Gênes ont d'abord été des comptoirs urbains sur le littoral, ouverts sur la mer et peu actifs vis-à-vis des campagnes.
Les premières fortifications de Bonifacio ont été construites par les Pisans. En 1187, les Génois commandés par Falcone Castello se sont emparés de Bonifacio. En 1195, les Pisans reprennent la ville. Peu après, la république de Gênes reprend Bonifacio et, mécontente de la population corse de la ville, a décidé de vider la ville de tous ses habitants qui sont remplacés par une population exclusivement génoise.
Le désastre pour la république de Pise à la bataille de la Meloria, en 1284, a entraîné la perte de la Corse et de la Sardaigne par Pise.
Pendant le XIIIe siècle, Bonifacio a connu deux périodes de paix : entre 1217 et 1241, puis de 1247 à 1282. En dehors de ces deux périodes, Bonifacio a été mêlée aux luttes entre Pise et Gênes.
En 1295, par le traité d'Anagni le roi Jacques II d'Aragon obtient du pape Boniface VIII le droit de conquérir le royaume de Sardaigne et le royaume de Corse en échange de l’abandon de ses prétentions sur le royaume de Sicile. La cérémonie d'investiture du royaume de Sardaigne et de Corse s'est déroulée dans la basilique Saint-Pierre de Rome le 4 avril 1297. Le roi d'Aragon n'ayant pas les moyens de conquérir la Corse, il s'est appuyé sur un parti pro-aragonais de la noblesse corse.
Bonifacio soutient le parti Gibelin avec les Doria établis en Sardaigne, en 1321. En 1344, Bonifacio a dû résister à la première attaque catalane. La ville participe à la guerre que livrent la république de Gênes et le roi d'Aragon Pierre IV de 1352 à 1355, allié aux Vénitiens.
Simone Boccanegra intervient en Corse à partir de 1340 pour affermir la position de Gênes et éviter d'enfermer le commerce génois dans la mer Tyrrhénienne. Jusque-là, Gênes s'était contentée de contrôler le commerce maritime le long des côtes de la Corse à partir de sa colonie de Bonifacio.  Gênes cherche alors à intégrer la Corse à son domaine pour y construire un second réseau défensif de la Commune. Gênes va chercher à s'emparer de l'île non pas pour simplement la posséder, mais pour éviter que d'autres ne l'obtiennent.
Une révolte anti-féodale a lieu en Corse, en 1357-1358, dont Sambucucciu d'Alandu aurait pris la tête. Pendant cette révolte de nombreux seigneurs ont été pourchassés et leurs châteaux détruits. C'est de cette révolte qu'est née une division de la Corse en deux parties. Au sud, Au-Delà-des-Monts, les seigneurs, les Cinarchesi, ont réussi à rétablir leur autorité. Il en est de même dans le Cap Corse. Au centre, les seigneurs ont été écrasés. Cette partie de la Corse a été appelée Terre di u Cumunu (la terra di comune par opposition à la terra di signori), probablement parce que les révoltés se sont ensuite placés sous la protection de la république de Gênes. En 1358, le Génois Leonardo Montaldo a reçu à Calvi la dédition de la Corse à la Commune de Gênes au nom de tout le peuple corse. En 1365, Gênes envoie Tridano della Torre comme gouverneur de l'île, mais doit alors faire face aux conflits entre deux clans : les Caggionacci  et les Ristagnacci. Tridano della Torre est tué par les Caggionacci. Gênes a alors envoyé un gouverneur pour chaque clan. Gênes sort victorieuse du conflit avec l'Aragon, mais doit alors faire face à la montée de la puissance de la noblesse corse. Affaiblie par des divisions internes, Gênes afferme la Corse à une compagnie marchande, la Maona, qui est chargée de pacifier la Corse en trois années, mais c'est un échec. La Maona de Corse a entrepris la construction de la citadelle de Bastia, en 1383, qui va être le siège du gouvernement génois de l'île. Ces échecs vont amener le roi d'Aragon à intervenir dans les affaires corses. Vincentello d’Istria descendant de Sinucello Della Rocca dit Giudice de Cinarca, se livre à la piraterie contre les Bonifaciens et les Génois. Il rend hommage au roi d'Aragon qui lui fournit galère et soldats lui permettant de prendre l'Au-Delà-des-Monts, en 1405, puis toute la Corse sauf Calvi et Bonifacio, mais il perd ses conquêtes en 1407. Il revient en 1408, mais est battu dans son fief de Cinarca en 1415. Le roi d'Aragon qui est occupé par la situation en Sardaigne lui donne quelques troupes qui lui permettent de remporter un succès à Biguglia en 1420 et fait construire la citadelle de Corte. 
En 1420, Alphonse V, roi d'Aragon et de Sicile et déjà maître d'une partie de la Corse, entreprend le siège de Bonifacio. Devant le refus des Bonifaciens de se rendre, il met le siège devant Calvi qu'il réussit à prendre. Il revient alors faire le siège de Bonifacio avec ses alliés corses. Il entreprend la construction de l'escalier du roi d'Aragon pour empêcher le ravitaillement de la ville. En décembre, la république de Gênes est venue en aide à la ville en brisant le siège en mer et à alimenter la ville. Le roi Alphonse V a quitté le siège le 5 janvier 1421 appelé à Naples par la reine Jeanne, a confié la direction du siège à Vincentello d'Istria qu'il a nommé vice-roi de Corse, mais un désaccord avec son cousin Polo della Rocca entraîne l'abandon du siège. Ce n'est qu'en 1435, après leur victoire sur les Catalans à la bataille de Ponza, que les Génois restent maîtres de la Corse. Vincentello d'Istria est vice-roi de Corse de 1421 à 1434. Ayant doublé le montant des impôts, il doit faire face à un soulèvement. Il est finalement pris par les Génois qui le décapitent à Gênes.
En 1453, à la demande des Corses qui lui sont fidèles, la république de Gênes a cédé l'île de Corse à l'office de Saint-Georges à la suite d'une nouvelle attaque d'Alphonse V, roi d'Aragon et de Sicile et déjà maître d'une partie de la Corse par ses alliances locales. L'office de Saint-Georges a exercé un premier gouvernement de l'île de 1453 à 1463. La république de Gênes doit faire face à de puissants rivaux. Elle se place sous la protection du roi de France entre 1458 et 1461, puis le 16 avril 1464, le duc de Milan Francesco Sforza impose son protectorat sur la république de Gênes jusqu'au 7 juillet 1478. L'Office de Saint-Georges récupère la Corse en 1478 et s'installe à Bonifacio et à Calvi en 1480. L'Office de Saint-Georges exerce un second gouvernement sur l'île à partir de 1483. 

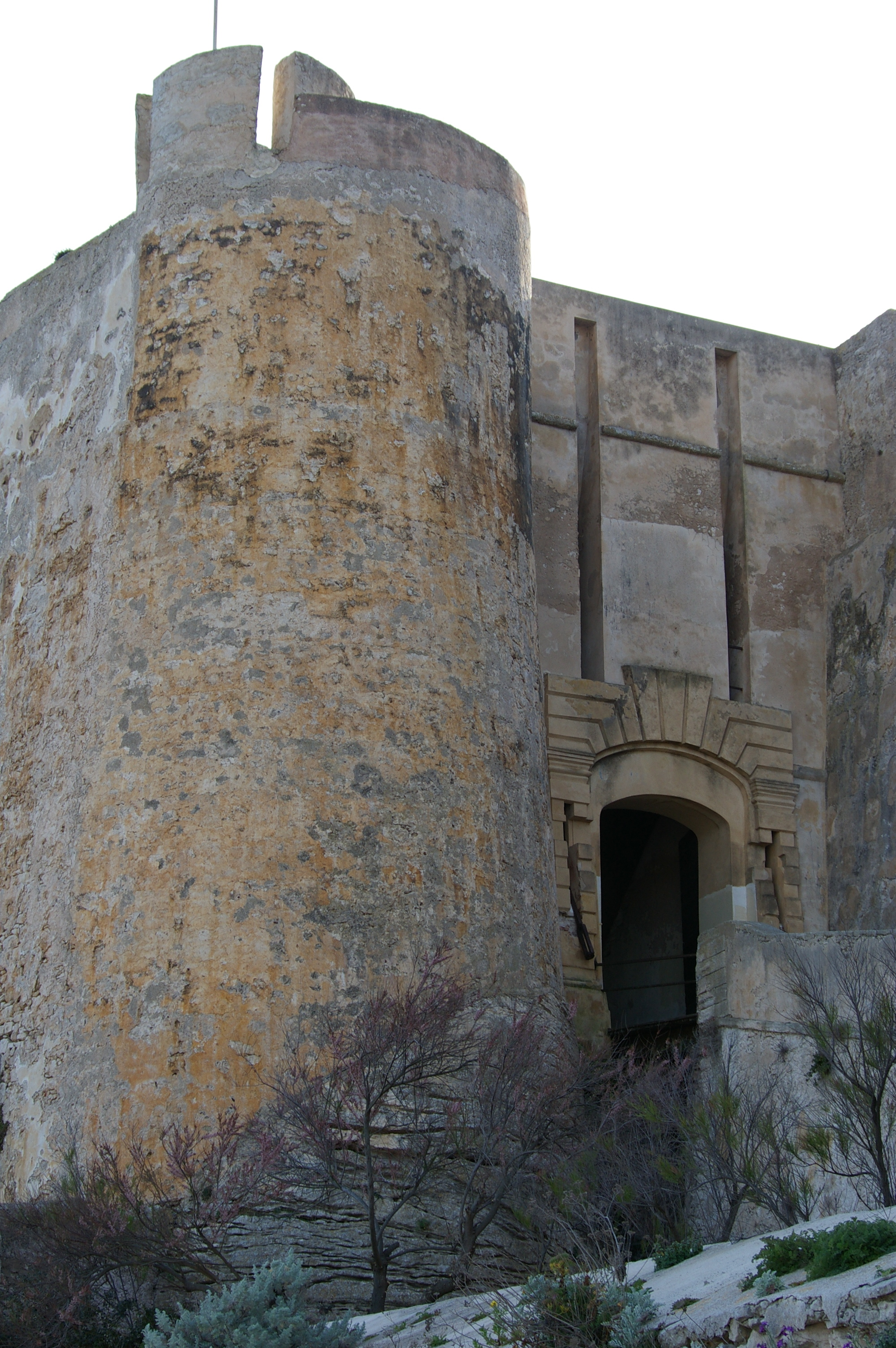
La porte de Gênes et l' Orecchione.

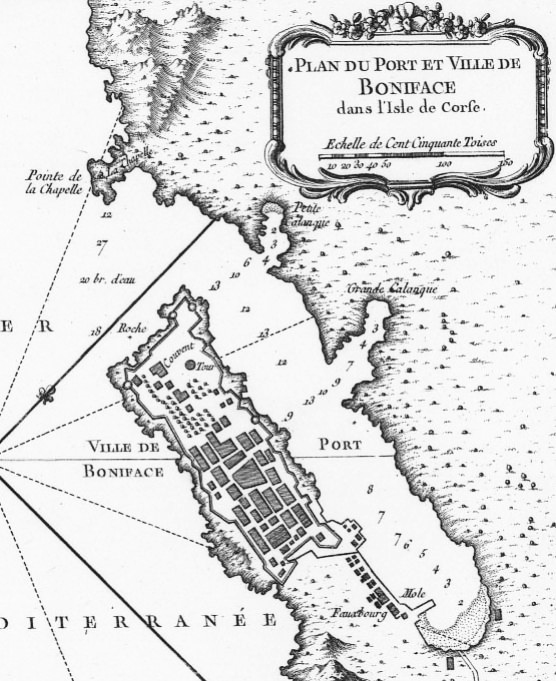
Plan de Bonifacio en 1764, fait par Jacques-Nicolas Bellin.

L'Office de Saint-Georges a construit progressivement une grande façade de fortification fermant l'accès à la péninsule de Bonifacio dans laquelle est placée le Bastardello, l' Orecchione et la nouvelle porte flanquée d'une tour dite de maestro Abrà. La porte est bastionnée vers 1550 sur le conseil de l'ingénieur Giovan Maria Olgiati. Ce n'est qu'en 1460 que Jean II d'Aragon ne fait plus mention de la Corse parmi ses possessions.
En 1528-1529, la ville est touchée par une terrible épidémie de peste pendant laquelle sa population passe de 5000 à 700 habitants.
Dans la lutte qui oppose le roi de France Henri II à l'empereur Charles Quint, une force composée de troupes françaises, de partisans de Sampiero Corso côté terre et de la flotte turque commandée par Dragut met le siège à la ville. L'artillerie turque installée sur les plateaux dominant la ville, au Campo Romanello, face à la porte, et au Pian di Capello, de l'autre côté du port, tire près de 5 700 boulets qui ouvrent des brèches dans les fortifications. La garnison se rend après dix-huit jours et dix-huit nuits de bombardement turc. Contrairement aux engagements pris, la garnison est massacrée par les Turcs. Dragut a peu après quitté la ville en la laissant aux troupes françaises. Les villes tenues par les Français sont rendues à la république de Gênes au traité de Cateau-Cambrésis, en 1559.
Pendant l'occupation de la ville par des troupes françaises, des travaux d'aménagement des fortifications sont entrepris.
La république de Gênes reprend l'administration de la Corse à l'Office de Saint-Georges en 1562.
À partir de 1580, de nouveaux travaux sont entrepris pour renforcer les fortifications en bastionnant les tours de la ville. Un bastion est ajouté à droite de la port de Gênes appelé Il Stendardo, ou bastion de l'Étendard. Des remparts bas ont été ajoutés sur les flancs. Les bombardements faits par les canons turcs installés au Pian di Capello ont montré la faiblesse de la défense de la ville du côté de l'ancien port. Une modernisation de la défense, appelée Lavor nuovo, va durer une bonne partie du XVIIe siècle. En janvier 1668, le gouverneur Federico Imperiale écrit au Magistratoo di Corsica que les fortifications de la ville lui semblaient bonnes, mais que des aménagements mineurs devaient rendre la place totalement sûre. Des casernes et des magasins sont construits à la fin du XVIIe siècle et au cours du XVIIIe siècle renforçant le rôle militaire de la ville. La caserne génoise a été construite en 1731 pour loger les troupes autrichiennes envoyées par l'empereur Charles VI venues en aide à la république de Gênes. Elle a été réaménagée pour les troupes françaises venues s'y installer en 1769.
En avril 1815, à l'annonce du retour de Napoléon, les Bonifaciens bonapartistes obligèrent les autorités militaires à accepter la présence d'un drapeau tricolore sur le clocher de l'église Sainte-Marie-Majeure. Cet épisode a amené les militaires à se méfier de la population. Elles ont fait édifier un mur de 250 m de long et 4 m de haut approuvé en 1840 et construit en 1848, séparant la partie militaire de la partie civile de Bonifacio. Ce mur a été en grande partie détruit le 2 juillet 1984,.
Une batterie (batterie no 6) a été construite dans la citadelle entre 1888 et 1895, modernisée en 1902, prévue pour installer cinq positions de canons de 194 mm Mle sur affut GPC modèles 1875-1876. Les canons ont été modifiés en 1939.
Cette batterie située à la Pointe du Timon a été modifiée en 1932-1936 dans le cadre de l'organisation défensive de la Corse prévue avec la construction de la ligne Maginot.

## Protection
La citadelle a été inscrite monument historique par arrêté du 24 octobre 1929. L'arrêté d'inscription du 16 février 2023 se substitue au précédent. 